# Víctor Català
Caterina Albertová i Paradís publikující pod jménem Víctor Català (11. září 1869, L'Escala – 27. leden 1966, L'Escala) byla katalánská spisovatelka, představitelka modernismu a vesnického románu. Publikovala v katalánštině, v pozdějších letech i ve španělštině. Proslavila se nejvíce románem Samota (Solitud) z roku 1905, který popisuje vnitřní život hlavní hrdinky Mily, jež musí žít v horách se svým hloupým manželem. Román je napsán lidovým jazykem venkovanů a horalů. I v dílech jako Drames rurals (1902) či Cai-res vius (1907) se věnovala venkovskému životu, zejména jeho nejtemnějším stránkám.